# Amorante
Amorante es el nombre artístico de Iban Urizar, (Elgoibar, Guipúzcoa, 1975) un músico vasco. 
El nombre artístico proviene de la mezcla de los nombres de los artistas Rodrigo Amarante, músico brasileño y Enrique Morente cantaor flamenco, a los cuales admira. 
Su obra es definida por el propio autor como "música popular". Entre los instrumentos que toca están la guitarra, el armonium, el ukelele, el cencerro y la trompeta y experimenta con ellos. 
Antes de actuar en solitario, ha actuado en los grupos Café Teatro, Bizarra y Andrakan

## Trabajos
- Amorante (2016)
- Manuela / Brueghel Zaharra (2017)
- Bat edo hiru (2020)